# تنغ خشك (سررود الجنوبي)
تنغ خشك (بالفارسية: تنگ خشک) هي قرية تقع في إيران في قسم سررود الجنوبي الريفي. يقدر عدد سكانها بـ 213 نسمة بحسب إحصاء 2016.